# ニューハンプシャー信仰告白
ニューハンプシャー信仰告白（ニューハンプシャーしんこうこくはく、New Hampshire Confession of Faith）は、1833年にアメリカ合衆国のパティキュラー・バプテストによって採択された信仰告白。北部、南部のバプテスト諸教会に広く受け入れられた。

## 制定の経緯
1833年、アメリカ合衆国のバプテストは、トライエニアル・コンヴェンションの下で宣教団体を組織するための信仰告白に合意した。「ニューハンプシャー信仰告白」は、ニューハンプシャー州のジョン・ニュートン・ブラウン 牧師によって最終的草案が作成され、ニューハンプシャー連合総会によって採択された。この告白は、特に北部と西部の州のバプテストたちに、彼らの信仰を明確かつ簡潔に述べたものとして広く受け入れられた。彼らはこの信仰告白を、当時存在していたカルヴァン主義を表現した古い告白の教義と調和しているが、より穏やかな形であると考えた。

## サウスウェスタン・バプテスト神学校
この告白は後に、現在テキサス州フォートワースのサウスウェスタン・バプテスト神学校として知られている神学校の信仰箇条として採用された。この神学校のベナジャ・ハーヴェイ・キャロルとカルヴィン・グッドスピード（Calvin Goodspeed）は1905年から1909年の間にこの告白に関する一連の講義を行っている。彼らの論文は「ニューハンプシャー信仰告白の解説」として出版されている。

## 翻訳
- 『資料・バプテストの信仰告白〔改訂版〕』ヨルダン社、2000年、214-221頁。